# Ludovic Piette

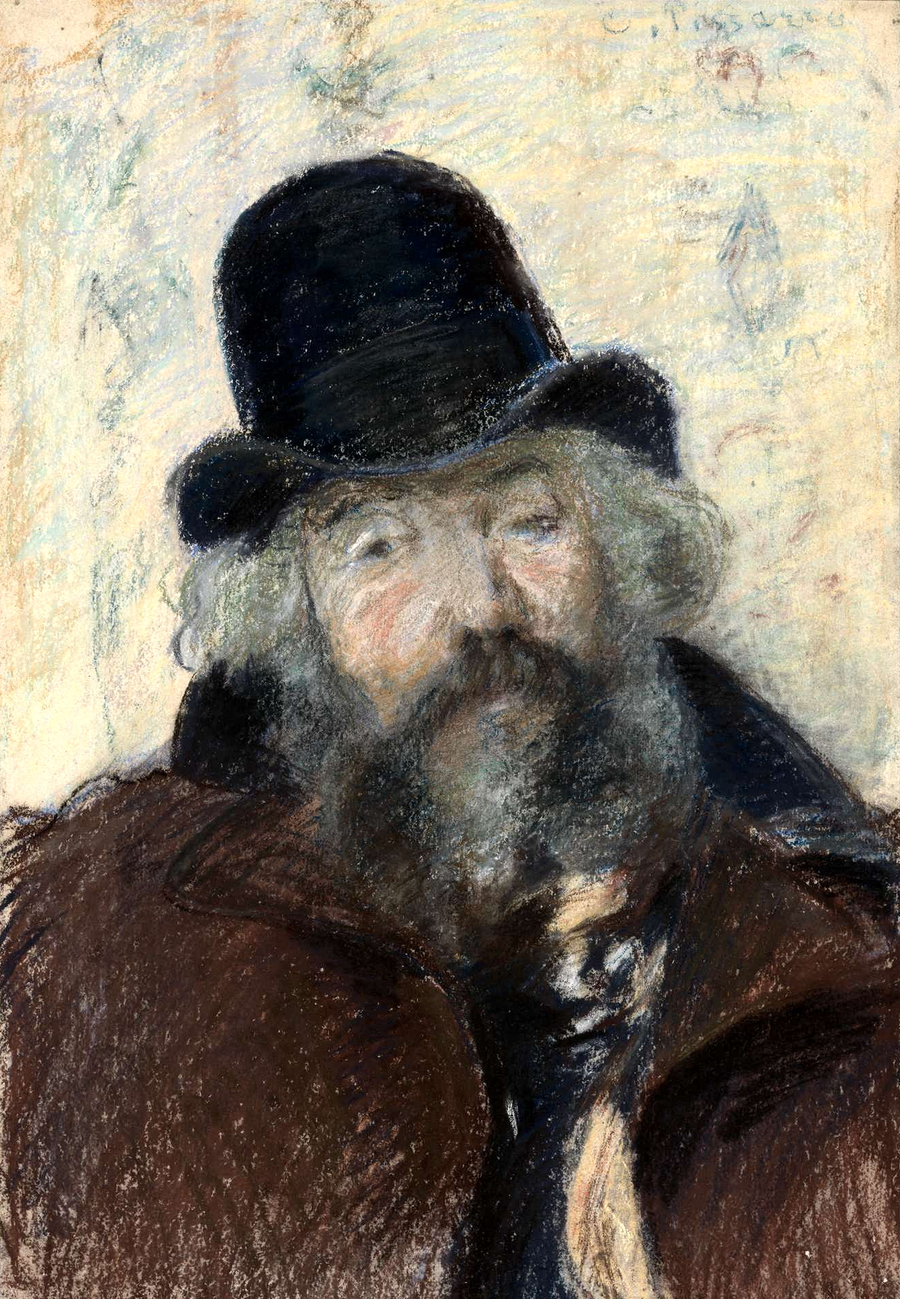
Camille Pissarro: Porträt von Ludovic Piette, 1874 (Pastell). Privatsammlung

Ludovic Piette-Montfoucault (* 11. Mai 1826 in Niort-la-Fontaine, Département Mayenne; † 14. April 1878 in Melleray-la-Vallée, Département Mayenne) war ein französischer Maler des Impressionismus. Er ist bekannt für seine ländlichen Landschaftsbilder und seine enge Freundschaft mit Camille Pissarro.

## Leben
Ludovic Piette wurde als Sohn des Beamten François Piette und der Ursule Pourcelot geboren. Er begann seine künstlerische Ausbildung in Paris, wo er Schüler von Thomas Couture und Isidore Pils war. In der Académie Suisse lernte er Camille Pissarro kennen, mit dem ihn eine lebenslange Freundschaft verband. 1857 stellte Piette erstmals im Pariser Salon aus. Bis 1876 beteiligte er sich regelmäßig daran. Aufgrund gesundheitlicher Probleme zog er sich 1864 auf das Familienanwesen Montfoucault bei Lassay-les-Châteaux zurück. Dort lebte er mit seiner Frau und betrieb weiterhin seine künstlerische Tätigkeit. Während des Deutsch-Französischen Kriegs im Jahr 1870 nahm er Pissarro und dessen Familie bei sich auf. Er nahm an der dritten Impressionisten-Ausstellung im Jahr 1877 teil, und 1879 wurde ihm im Rahmen der vierten Impressionisten-Ausstellung eine Retrospektive gewidmet.

## Werk

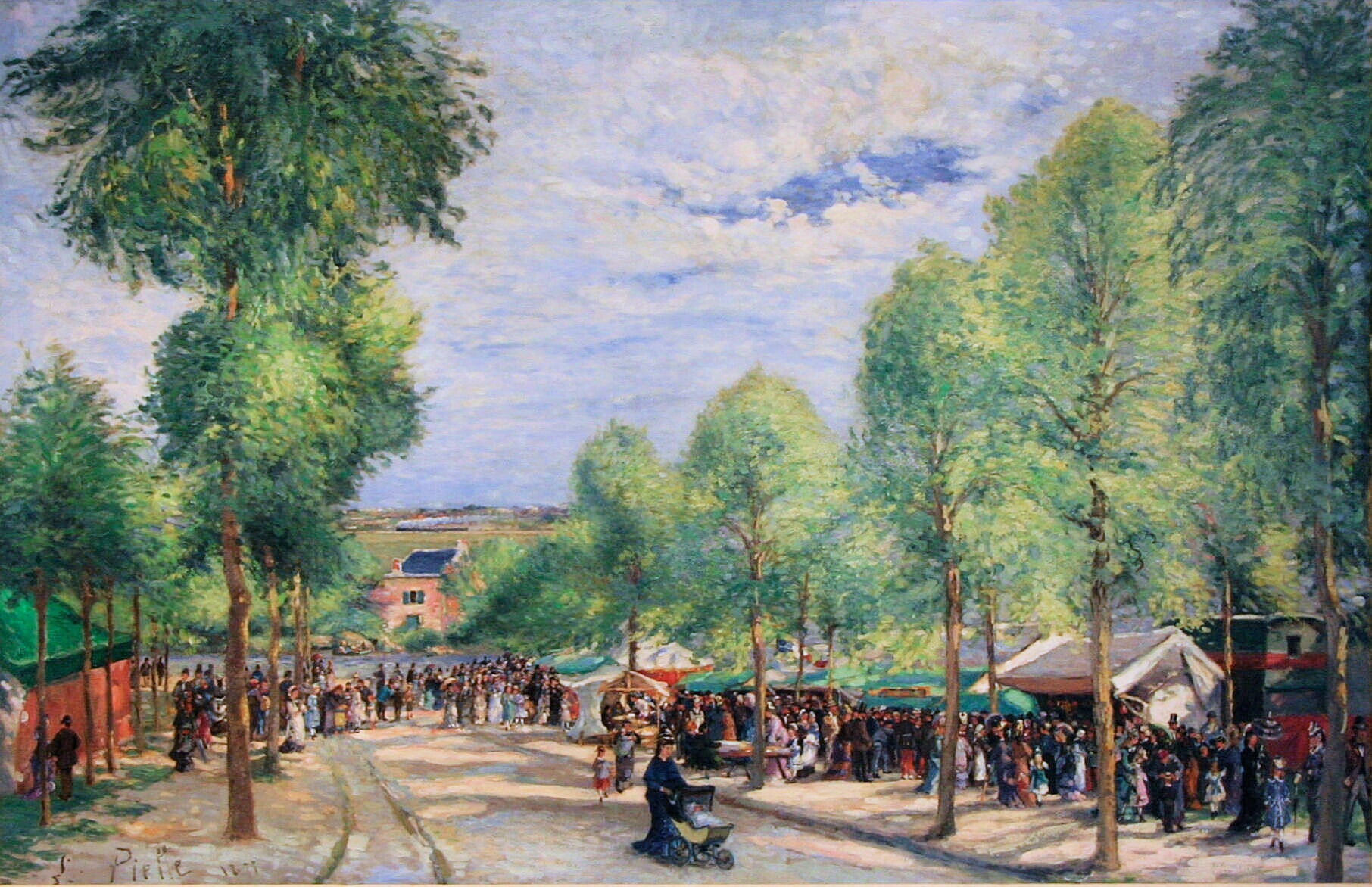
Ludovic Piette: Fête, boulevard des Fossés, Pontoise, 1877. Privatsammlung

Ludovic Piette  war stark vom Stil Pissarros beeinflusst. In seinen frühen Werken ist noch die akademische Malweise mit dunkleren Farben erkennbar, die er bei Couture und Pils gelernt hatte. Später wandte er sich einer helleren, impressionistischen Palette zu, die von Licht- und Naturbeobachtungen geprägt war. Seine Motive waren vorwiegend ländliche Märkte, Dorfszenen, der Wechsel der Jahreszeiten sowie Alltagsszenen rund um Pontoise und Montfoucault. Er arbeitete oft im Freien („en plein air“) und bevorzugte das unmittelbare Erfassen der Atmosphäre. Zu seinen bedeutenden Werken zählen eine Reihe von Gemälden und Gouachen, darunter Szenen wie Le Marché à la Volaille à Pontoise sowie eine Gouache, die Pissarro beim Malen zeigt. Besondere Bedeutung kommt dem Briefwechsel mit Camille Pissarro zu, der zwischen 1863 und 1877 entstand. Die rund 48 Briefe bieten wertvolle Einblicke in die Entstehungsgeschichte des Impressionismus und das Kunstverständnis der beiden Maler.